# Ligier JS7
O  JS7/JS7/9  é o modelo da Ligier das temporadas de 1977 e 1978 da Fórmula 1. Condutores: Jacques Laffite e Jean-Pierre Jarier.

## Resultados[1][2]
(legenda) (em itálico indica volta mais rápida)
| Ano  | Chassi | Motor          | Pneus | N° | Pilotos            | 1   | 2   | 3   | 4   | 5   | 6   | 7   | 8   | 9   | 10  | 11  | 12  | 13  | 14  | 15  | 16  | 17  | Pontos  | Posição |  |
| ---- | ------ | -------------- | ----- | -- | ------------------ | --- | --- | --- | --- | --- | --- | --- | --- | --- | --- | --- | --- | --- | --- | --- | --- | --- | ------- | ------- |  |
|      |        |                |       |    |                    |     |     |     |     |     |     |     |     |     |     |     |     |     |     |     |     |     |         |         |  |
|      |        |                |       |    |                    | ARG | BRA | RSA | USW | ESP | MON | BEL | SWE | FRA | GBR | GER | AUT | NED | ITA | USA | CAN | JPN |         |         |  |
| 1977 | JS7    | Matra MS76 V12 | G     | 26 | Jacques Laffite    | NC  | Ret | Ret | 9   | 7   | 7   | Ret | 1   | 8   | 6   | Ret | Ret | 2   | 8   | 7   | Ret | 5   | 18      | 8°      |  |
| 1977 | JS7    | Matra MS76 V12 | G     | 27 | Jean-Pierre Jarier |     |     |     |     |     |     |     |     |     |     |     |     |     |     |     |     | Ret | 18      | 8°      |  |
|      |        |                |       |    |                    |     |     |     |     |     |     |     |     |     |     |     |     |     |     |     |     |     |         |         |  |
|      |        |                |       |    |                    | ARG | BRA | RSA | USW | MON | BEL | ESP | SWE | FRA | GBR | GER | AUT | NED | ITA | USA | CAN |     |         |         |  |
| 1978 | JS7    | Matra MS76 V12 | G     | 26 | Jacques Laffite    | 16  | 9   |     | 5   |     |     |     |     |     |     |     |     |     |     |     |     |     | 61 (19) | 6º      |  |
| 1978 | JS7/9  | Matra MS76 V12 | G     | 26 | Jacques Laffite    |     |     | 5   |     |     | 5   |     |     |     |     |     |     |     |     |     |     |     | 61 (19) | 6º      |  |
| 1978 | JS7/9  | Matra MS78 V12 | G     | 26 | Jacques Laffite    |     |     |     |     |     |     |     | 7   |     |     |     |     |     |     |     |     |     | 61 (19) | 6º      |  |

↑1  Do GP de Mônaco até o GP do Canadá, utilizou o JS9 marcando 13 pontos (19 no total).